# Gastone II di Foix-Candale
Gastone II di Foix-Candale (1448 – 25 marzo 1500) è stato un nobile francese, dal 1485 Captal de Buch, conte di Candal e Benauges, barone e visconte di Gurson Meille.

## Biografia
Fondò nel 1490 il capitolo di Cadillac.
Era figlio di Giovanni di Foix-Candale e Margherita de la Pole, contessa di Candal. Si sposò nel 1469 con Caterina de Foix-Candale, infanta di Navarra, figlia di Gastone IV, conte di Foix e Eleonora di Navarra, ed ebbe come figli:
- Gastone III di Foix-Candale detto lo zoppo;
- Anna di Foix-Candale, nata nel 1484 e morta 26 luglio 1506 in Buda, che aveva sposato il 29 settembre 1502 Ladislao II di Boemia;
- Pietro di Foix, barone di Langon, signore di Pont e di Rostrenen a seguito del suo matrimonio con Luisa di Pont;
- Giovanni di Foix , che morì 25 luglio 1529 e fu arcivescovo di Bordeaux (1501-1529).

Sposò il 30 gennaio 1494 Isabella d'Albret, figlia di Alain (1440-1522), sedicesimo signore di Albret (1471-1522), visconte di Tartas e conte di Graves (1471-1522), conte di Castres (1494-1522). Insieme hanno avuto:
- Alain, sposò  Françoise de Prez de Monpezat;
- Luisa (†1º ottobre 1534), sposò il 7 luglio 1514 Francesco di Melun (†1547), signore di Épinoy, Antoing e Boubers, primo conte di Épinoy (28 novembre 1514), ciambellano di Carlo V, cavaliere del Toson d'Oro;
- Amanieu.

Ebbe anche:
- Gastone di Candal, priore di Castillon, bastardo;
- Lucrezia di Candal, che sposò il signore di Calonges.